# Kalabrien-Kleinwühlmaus
Die Kalabrien-Kleinwühlmaus oder Kalabrische Wühlmaus (Microtus brachycercus) ist ein Nagetier in der Gattung der Feldmäuse, das in Italien verbreitet ist. Sie ist nah mit der Italienischen Kleinwühlmaus (Microtus savii) verwandt und zählte zeitweilig als Unterart dieser Art. Die Unterschiede bestehen in abweichenden Details der Chromosomen.

## Merkmale
Erwachsene Exemplare sind mit einer Kopf-Rumpf-Länge von 87 bis 98 mm, einer Schwanzlänge von 23 bis 27 mm sowie einem Gewicht von 14 bis 24 g kleine Feldmäuse. Die Kalabrien-Kleinwühlmaus trägt oberseits dunkelbraunes Fell, während auf der Unterseite graues Fell vorkommt. Die Art besitzt einen kleinen, weniger robusten Schädel. Bei Weibchen sind im Gegensatz zur Italienischen Kleinwühlmaus neben den paarig angeordneten vier Zitzen im Leistenbereich zwei Zitzen auf der Brust vorhanden.

## Verbreitung und Lebensweise
Diese Wühlmaus lebt auf der Halbinsel Kalabrien sowie in den Regionen Basilikata und Apulien in Süditalien. Genetische Studien legen nahe, dass das Verbreitungsgebiet bis Kampanien und Abruzzen reicht. Mit Ausnahme von dichten Wäldern, hohen Gebirgen, Geröllflächen, Sandflächen und sehr feuchten Arealen bewohnt die Art alle Landschaften der Region. Sie tritt häufig in bewirtschafteten Gebieten auf.
Im März registrierte Weibchen waren mit zwei bis vier Embryos trächtig.

## Gefährdung
Die Kalabrien-Kleinwühlmaus wird von der IUCN als nicht gefährdet (least concern) gelistet, da keine Bedrohungen vorliegen und die Gesamtpopulation als groß gilt.